# United States Adult Soccer Association
La United States Adult Soccer Association (USASA), est la principale ligue nationale d'implantation régionale de soccer (football) en Amérique du Nord. Créée en 1995, elle comprend 54 ligues d'État ainsi que des ligues tant régionales que nationales. Si la USASA dépend de la fédération américaine, les compétitions qu'elle organise inclut des équipes en provenance du Canada. La Premier Development League (PDL) et la National Premier Soccer League (NPSL), bien qu'affiliées à l'USASA, ont un statut à part entière en raison de leur objectif de promouvoir un soccer plus compétitif à un échelon national. Les compétitions de l'USASA, hors PDL et NPSL, correspondent donc aux échelons 5 à 13 au sein de la structure pyramidale des ligues de soccer aux États-Unis. Bien qu'aucune promotion n'est possible dans les ligues supérieures, un système interne de promotion et relégation existe.

## Organisation
Par son importance et son implantation sur le territoire américain, la USASA est la seule organisation membre du USSF Adult Council, comité régissant les compétitions de soccer chez les adultes aux États-Unis.
La USASA est divisée en quatre régions géographiques. Chaque région élit quatre dirigeants pour des mandats de deux ans afin de mener le conseil régional, composé de représentants de chacune des associations d'état (National State Associations ou NSA)). Au sommet de la USASA, on retrouve le comité exécutif avec un président, un vice-président, un trésorier, un secrétaire et quatre directeurs de région. Le président ainsi que les représentants régionaux sont également membres du comité directeur de la fédération américaine.
Au sein de la USASA, il existe 54 associations d'état qui ont pour rôle d'enregistrer les licences des joueurs, des équipes et des arbitres. Le nombre d'associations dépasse celui du nombre d'états américains en raison de l'importance de certains territoires qui se voient attribuer deux associations comme au Texas, en Californie, en Pennsylvanie, à New York ou encore en Ohio. Au total, la USASA rassemble plus de 250 000 licenciés.
En plus des compétitions au sein des états, la USASA permet l'organisation de ligues régionales afin de promouvoir un niveau plus relevé. Actuellement, la USASA dispose de deux ligues régionales dans la région I. Pour les ligues dépassant le cadre régional, la USASA offre la possibilité d'avoir une ligue nationale. Ainsi, la Premier Development League et la National Premier Soccer League sont les deux compétitions organisées par la USASA pour les hommes tandis que les femmes s'affrontent dans la Women's Premier Soccer League. Chaque ligue régionale est indépendante des autres et leur niveau ne peut pas être comparé, seules les ligues nationales et régionales sont généralement considérées comme supérieures, notamment en raison de leur plus grande envergure.

### Répartition des ligues
Les équipes membres de la USASA sont réparties dans quatre régions géographiques, composées de nombreuses ligues d'état. Au-delà de celles-ci se trouvent les ligues amateures d'élite, couvrant une surface et un bassin de population plus grands. Elles sont destinées à apporter une plus grande qualité de soccer que les ligues d'état.
Les associations d'état (National State Associations) regroupent un ensemble de ligues, proportionnellement au nombre d'équipes engagées. Ainsi, si le Dakota du Nord ne dispose que d'une seule ligue, l'Illinois en compte 17.

#### Les ligues amateures d'élite
| Niveau | Ligue                                | Région                              | Équipes |
| ------ | ------------------------------------ | ----------------------------------- | ------- |
| 5      | Coast Soccer League                  | Californie du Sud                   | 10      |
| 5      | Cosmopolitan Soccer League           | New York                            | 12      |
| 5      | Evergreen Premier League             | Washington                          | 8       |
| 5      | Great Lakes Premier League           | Grands Lacs                         | 5       |
| 5      | Long Island Soccer Football League   | Long Island                         | 20      |
| 5      | Maryland Major Soccer League         | Central Maryland                    | 20      |
| 5      | Michigan Premier Soccer League       | Michigan                            | 20      |
| 5      | Rochester District Soccer League     | Upstate New York                    | 20      |
| 5      | San Francisco Soccer Football League | Californie du Nord                  | 20      |
| 5      | United Premier Soccer League         | Californie du Sud                   | 20      |
| 5      | United Soccer League of Pennsylvania | Pennsylvanie                        | 20      |
| 5      | Washington Premier League            | Région métropolitaine de Washington | 20      |

#### La répartition des ligues par région
La région I regroupe les états côtiers du nord-ouest américain tandis que la région II inclut les états du nord, la région III ceux du sud et la région IV les états de l'ouest du pays.
| - Région I - Delaware - Maryland - Massachusetts - New Hampshire - New Jersey - New York Est - New York Ouest - Pennsylvanie Est - Pennsylvanie Ouest - Rhode Island - Vermont - Virginie/Washington DC - Virginie-Occidentale | - Région II - Dakota du Nord - Dakota du Sud - Illinois - Indiana - Iowa - Kansas - Kentucky - Michigan - Minnesota - Missouri - Nebraska - Ohio Nord - Ohio Sud - Wisconsin | - Région III - Alabama - Arkansas - Caroline du Nord - Caroline du Sud - Floride - Géorgie - Louisiane - Mississippi - Oklahoma - Tennessee - Texas Nord - Texas Sud | - Région IV - Alaska - Arizona - Californie Nord - Californie Sud - Colorado - Hawaï - Idaho - Montana - Nevada - Nouveau-Mexique - Oregon - Utah - Washington - Wyoming |

### Compétitions
- National Cup Finals

En fin de saison, des séries éliminatoires sont jouées au niveau national afin de désigner un champion USASA parmi les 32 dernières équipes. Cette compétition est la plus ancienne organisée et est ouverte à toute équipe affiliée.
- Coed Cup

En 1999, la USASA créée la Coed Cup afin d'avoir une compétition mixte de haut niveau. Il existe deux divisions, une première ouverte à tous et une seconde réservée aux plus de 30 ans, les meilleures équipes se retrouvant alors pour un événement annuel où chaque région est représentée.
- Veteran's Cup

Depuis 1998, la USASA offre cette compétition pour les hommes comme pour les femmes dans les catégories d'âge dites « vétérans ». On y retrouve donc des tournois pour les joueurs de 30 à 60 ans. En 2015, la dix-huitième édition de la Veteran's Cup a réuni à Virginia Beach (Virginie) plus de 2 000 joueurs, de 91 équipes, s'affrontant dans quatorze divisions différentes, des équipes canadiennes, japonaises ou encore brésiliennes se sont également jointes aux participants américains.

### La USASA en US Open Cup
| Année        | 1995 | 1996 | 1997 | 1998 | 1999 | 2000 | 2001 | 2002 | 2003 | 2004 | 2005 | 2006 | 2007 | 2008 | 2009 | 2010 | 2011 | 2012 | 2013 | 2014 | 2015 |
| ------------ | ---- | ---- | ---- | ---- | ---- | ---- | ---- | ---- | ---- | ---- | ---- | ---- | ---- | ---- | ---- | ---- | ---- | ---- | ---- | ---- | ---- |
| Participants | 4    | 4    | 4    | 4    | 4    | 4    | 4    | 4    | 4    | 8    | 6    | 5    | 6    | 8    | 8    | 9    | 8    | 9    | 8    | 10   | 11   |

#### Découverte de la compétition avec quatre équipes
En 1995, pour sa première année, la USASA obtient quatre places en US Open Cup. Ses représentants, les AAC Eagles, les Fairfax Spartans, le Flamengo SC et les St. Petersburg Kickers échouent tous dès le premier tour de la compétition. L'année suivante, alors que le RWB Adria, Mo's Sport Shop et les McCormick Kickers s'inclinent au même stade, les San Jose Oaks l'emportent contre les California Jaguars avant de tomber au second tour contre les Seattle Sounders. En 1997, l'USASA se démarque encore en qualifiant une de ses équipes membres au second tour quand les Bridgeport Italians les Rhode Island Stingrays tandis que San Jose Inter SC, Mequon United et les Los Lobos ne connaissent pas la victoire. L'année 1998 est plus difficile puisque aucun représentant parmi les Los Lobos, le New York Greek American Atlas, le SAC Wisla et San Nicholas, n'arrive à s'imposer. Les Los Lobos reviennent pour une troisième année consécutive en 1999, en compagnie du Bavarian Leinenkugel, du Mexico SC et des Philadelphia United German-Hungarians. Ces derniers s'illustrent en l'emportant 3-1 contre les New Jersey Stallions avant de s'incliner 7-0 contre les Staten Island Vipers.
En 2000, la USASA inscrit quatre équipes dans la compétition, Jerry D's et les Milwaukee Bavarians étant éliminés au premier tour tandis que le Mexico SC et l'Uruguay SC ne sont éliminés qu'au second tour. Ainsi, la USASA voit deux de ses équipes passer au tour suivant, l'Uruguay SC étant même proche d'éliminer le Tampa Bay Mutiny, franchise de MLS en s'inclinant uniquement 1-0 par le mécanisme du but en or. L'année suivante, en 2001, l'Uruguay SC récidive en se qualifiant pour le second tour, cédant ensuite contre l'autre franchise de MLS basée en Floride, le Miami Fusion. De leur côté, le Chaldean Arsenal, le Mexico SC et l'Olympia Stamford sont éliminés dès leur entrée dans la compétition. 2002 est une mauvaise année puisque les équipes de la USASA, les AAC Eagles, le Mexico SC, le Real Madrid (Texas) et le Vereinigung Erzgebirge, s'inclinent toutes au premier tour.
L'année qui suit est marquante pour la USASA puisque c'est la première édition dans laquelle une équipe membre de l'organisation réussit à franchir deux tours dans la compétition. En effet, alors que les Chico Rooks, le DS United et les Bridgeport Italians (forfait administratif) s'arrêtent dès le premier tour, le Bavarian SC l'emporte 2-1 par la règle du but en or contre le Des Moines Menace (PDL) avant de vaincre le Reading Rage (PSL par la marque de 1-0 au second tour. Seul le Milwaukee Wave United (A-League) peut mettre un terme à ce parcours de l'équipe du Wisconsin.

#### Émergence parmi les ligues amateures
En 2004, la compétition accueille plus de participants qu'auparavant avec 40 équipes inscrites. Parmi elles, huit proviennent de la USASA (Allied SC, Azzurri SC, Bavarian SC, Chico Rooks, Greek American AA, Legends FC, SAC Wisla et Sacramento Knights) et seule l'équipe de Sacramento franchit le premier tour avant de s'incliner par la suite. Le nombre d'équipes de la USASA en coupe nationale redescend à six lors de l'édition 2005. Le Salinas Valley Samba et le Dallas Roma FC passe avec succès par le tour préliminaire avant d'atteindre le second tour, après l'avoir emporté contre deux équipes de la USASA (Sonoma County Sol et Azzurri FC). Rejoint par les Reggae Boyz à ce stade de la compétition, aucune équipe ne sort vainqueur. Les autres représentants, le Baltimore Colts FC, le Greek American AA et les AAC Eagles s'inclinent dès le premier tour. Seulement cinq équipes représentent l'organisation en 2006, deux d'entre elles (Allied SC et les Croatian Eagles) cédant au tour préliminaire tandis que les Dallas Mustang Legends et le Chicago Lightning les imitent au premier tour. Le Milford International, les Arizona Sahuaros et le Dallas Roma FC sont donc les seules à avancer au second tour même. Cette édition marque d'ailleurs l'une des grandes surprises dans l'histoire moderne de la compétition puisque le Dallas Roma FC créé l'événement en l'emportant au troisième tour contre une franchise de l'élite, le Chivas USA (MLS) à la suite d'une séance de tirs au but puisque le score nul et vierge ne départagea pas les deux équipes. Au quatrième tour, c'est l'autre équipe professionnelle de Los Angeles, le Galaxy qui met fin aux espoirs de la dernière équipe de la USASA encore en course.
Après le succès de 2006, l'édition 2007 de la compétition est décevante pour les équipes de la USASA puisque tous les représentants (Aegean Hawks, Azzurri FC, Banat Arsenal, Danbury United, Lynch's Irish Pub FC et RWB Adria) sont éliminés dès le premier tour. Uniquement opposées à des équipes de USL-1 et USL-2 au premier tour de la compétition en 2008, les équipes de USASA (AAC Eagles, Arizona Sahuaros, Boston Olympiakos, Clearwater Galactics, Hollywood United, New Stars, New York Pancyprian-Freedoms et RWB Adria) sont toutes éliminées à l'exception de Hollywood United qui ressort vainqueur de son duel contre les Portland Timbers avant de tomber contre l'autre équipe de la Cascadia, les Seattle Sounders. Le scénario se reproduit en 2009 avec la qualification de Sonoma Sol County qui échoue malgré tout face aux Portland Timbers au second tour. Toutes les autres équipes de la USASA, Aegean Hawks, Atlanta FC, Arizona Sahuaros, Emigrantes das Ilhas, Lynch's Irish Pub FC, Milwaukee Bavarians et 402 FC, sont éliminés dès leur entrée dans la compétition. En 2010 et pour la troisième année consécutive, seule une équipe de la USASA se qualifie pour le second tour avec les Arizona Sahuaros tandis que les huit autres représentants, les Bay Area Ambassadors, les Brooklyn Italians, le CASL Elite, Detroit United, les KC Athletics, Legends FC, New York Pancyprian-Freedoms et Sonoma County Sol, échouent au premier tour de la compétition. L'édition 2011 marque encore les difficultés de la USASA à voir ses équipes membres franchir plusieurs tours dans la coupe puisque les New York Pancyprian-Freedoms sont la seule équipe à obtenir une place au second tour alors que les AAC Eagles, Doxa Italia, les DV8 Defenders, Iowa Menace, les ASC New Stars, le Phoenix SC et Regal FC sont éliminés très rapidement.

#### Reconnaissance en US Open Cup
En 2012, le parcours des équipes de la USASA est plus reluisant puisque quatre des neuf représentants franchissent le premier tour. Parmi les équipes éliminées dès leur entrée en compétition, on retrouve les NTX Rayados, les Croatian Eagles, les ASC New Stars, le Greek American AA et le Jersey Shore Boca. Au second tour, les Aegean Hawks, les KC Athletics et PSA Elite sont éliminés alors que Cal FC poursuit son chemin jusqu'au quatrième tour, une première pour une équipe de la USASA depuis 2006 et le parcours du Dallas Roma FC. Au troisième tour, la formation basée en Californie élimine même une franchise de MLS sur son terrain, les Portland Timbers au Jeld-Wen Field de Portland par le score de 1-0 après prolongations. Au tour suivant, l'autre franchise de MLS dans la Cascadia l'emporte sur le Cal FC, alors aux portes de quarts de finale de la compétition. L'édition suivante regroupe huit équipes de la USASA (Dearborn Stars, Doxa Italia, Icon FC, Massachusetts Premier Soccer, NTX Rayados, PSA Elite, Red Force et RWB Adria) dont seulement Icon FC et Dearborn Stars passent le premier tour.
Pour 2014, la USASA présente dix représentants avec Mass Premier Soccer, PSA Elite, Red Force et RWB Adria qui entre en compétition au premier tour tandis que Cal FC, Des Moines Menace USASA, Greek American AA, Icon FC, NTX Rayados et FC Schwaben AC accèdent directement au tour suivant. Quatre équipes se retrouvent ensuite au troisième tour et seule PSA Elite s'impose face à la réserve du Los Angeles Galaxy qui évolue alors en USL Pro. Après ce bon résultat, la formation basée à Irvine, en Californie, se retrouve confrontée aux Seattle Sounders FC, franchise de MLS triple championne et future gagnante de la coupe; les amateurs sont alors battus par 5-0. En 2015, onze équipes de la USASA sont inscrites, deux (Cal FC et KC Athletics) entrent au tour préliminaire alors que les neuf autres (Chula Vista FC, Greek American AA, Madison Fire, Maryland Bays, Mass Premier Soccer, NTX Rayados, PSA Elite, RWB Adria et Triangle Brigade) débutent au premier tour et seules deux équipes atteignent le troisième tour. PSA Elite rejoint même le quatrième tour, rééditant sa performance de l'année précédente, se faisant éliminer par le Los Angeles Galaxy (MLS) après avoir pourtant ouvert le score dans une rencontre se soldant par une défaite 6-1.